# Cohors amicorum
Cohors amicorum is een Latijnse term, letterlijk "cohort van vrienden", als aanduiding van een vrij grote groep mensen rond een hoogwaardigheidsbekleder. Het begrip is afgeleid van de militaire aanduiding cohors, maar zowel qua omvang als qua samenstelling heeft de cohors amicorum in de loop van de Romeinse geschiedenis afgeweken van deze oorsprong. 

## Romeinse geschiedenis
Tijdens de Romeinse Republiek was de cohors amicorum identiek aan de cohors praetoriae, genoemd naar het praetorium, de veldtent of meer permanente bewoning van een Romeinse commandant en militair hoofdkwartier. Deze militaire "stafdienst" fungeerde als gevolg en bodyguard van een hoge Romeinse ambtsdrager, bijvoorbeeld een Romeins gouverneur (die gewoonlijk zijn eigen staf van betrouwbare mensen met zich meebracht naar zijn post), in het bijzonder als commandant van één of meer legioenen.
Ten tijde van het Principaat had men de neiging om de hoge administrative ambten te scheiden van de militaire, maar de niet strikt militaire functies dienden toch uitgevoerd te worden. Dus vormde zich een voornamelijk burgerlijke dienst van klerken, adviseurs, bediendes etc., die nog steeds de aanduiding cohors (amicorum) of amici (eventueel gespecificeerd naar de centrale persoon, bijvoorbeeld de amici principis in het gevolg van de keizer) droeg. Het was zelfs zo, dat het bestuur gestroomlijnd moest worden in nogal typische officium, met steeds meer gedetailleerde regels aangaande competenties, carrière etc. Het "genootschap" bleef op zijn minst als een sociaal begrip bestaan, weliswaar zeer informeel, en lijkt te zijn toegekend aan andere hooggeplaatste personen, zoals de keizerlijke prinsen.
De leden werden cohortalis (meervoud cohortales) genoemd; het verkleinwoord cohortalinus werd een algemene term voor klerken in dienst van een hoogwaardigheidsbekleder, voornamelijk als administratieve medewerker.